# Melloconcha flavescens
Melloconcha flavescens är en snäckart som först beskrevs av Tom Iredale 1944.  Melloconcha flavescens ingår i släktet Melloconcha och familjen Helicarionidae. Inga underarter finns listade i Catalogue of Life.